# Carlo Contarini
Carlo Contarini, född 1580, död 1656, var en venetiansk doge. Han var regerande doge av Venedig 1655–1656. 